# ادگار بارنت
ادگار بارنت (انگلیسی: Edgar Barnett; ۲۲ مارس ۱۸۸۵ – ۲۰ ژانویهٔ ۱۹۲۲) بازیکن کریکت، و بازیکن فوتبال اهل پادشاهی متحد بریتانیای کبیر و ایرلند بود.
از باشگاه‌هایی که در آن بازی کرده‌است می‌توان به باشگاه فوتبال چلتنهام تاون اشاره کرد.